# Універсальна граматика

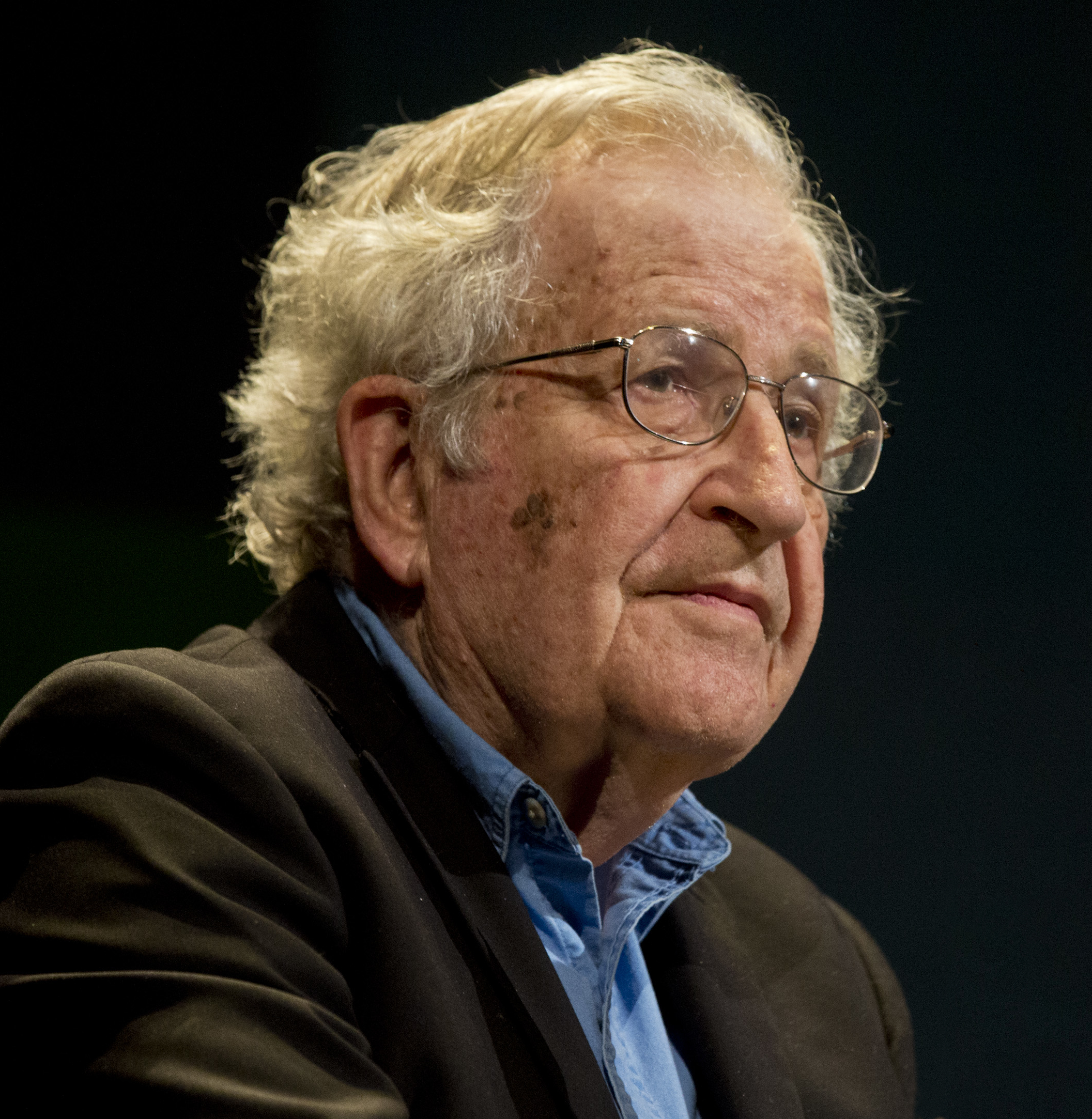
У 20 та 21 ст. поняття універсальної граматики зазвичай пов'язують із Ноамом Хомським

Універсальна граматика (англ. Universal grammar (UG)) в сучасному мовознавстві — це теорія, за якою існує набір правил чи принципів, властивих кожній людській мові. Схожі правила не визначають мову повністю: вони допускають значну варіативність, але обмежують її деякими кінцевими рамками (наприклад, наяність частин мови, голосних і приголосних звуків). В сучасній когнітивній науці універсальну граматику розуміють як вбудоване на генетичному рівні знання про мову. Теорію зазвичай пов'язують з Ноамом Хомським. 
Основний постулат універсальної граматики полягає в тому, що певний набір структурних правил притаманний людині від народження, незалежно від чуттєвого досвіду. В процесі психологічного розвитку дитина отримує більше мовних стимулів і таким чином сприймає певні синтаксичні правила, що формують універсальну граматику. Її ще іноді називають "ментальною граматикою" і протиставляють іншим "граматикам", наприклад, приписній, описовій та педагогічній. Прихильники цієї теорії наголошують і частково покладаються на аргумент про недостатність стимулу та існування деяких універсальних властивостей природних людських мов. Втім щодо останнього твердження деякі лінгвісти наводять приклади мов, що дуже відрізняються від інших, а це робить кількість універсальних властивостей дуже малою. Питання того, які саме властивості є універсальними і які мовні вміння є вродженими лишають предметом емпіричного дослідження.